# GSW-Hochhaus

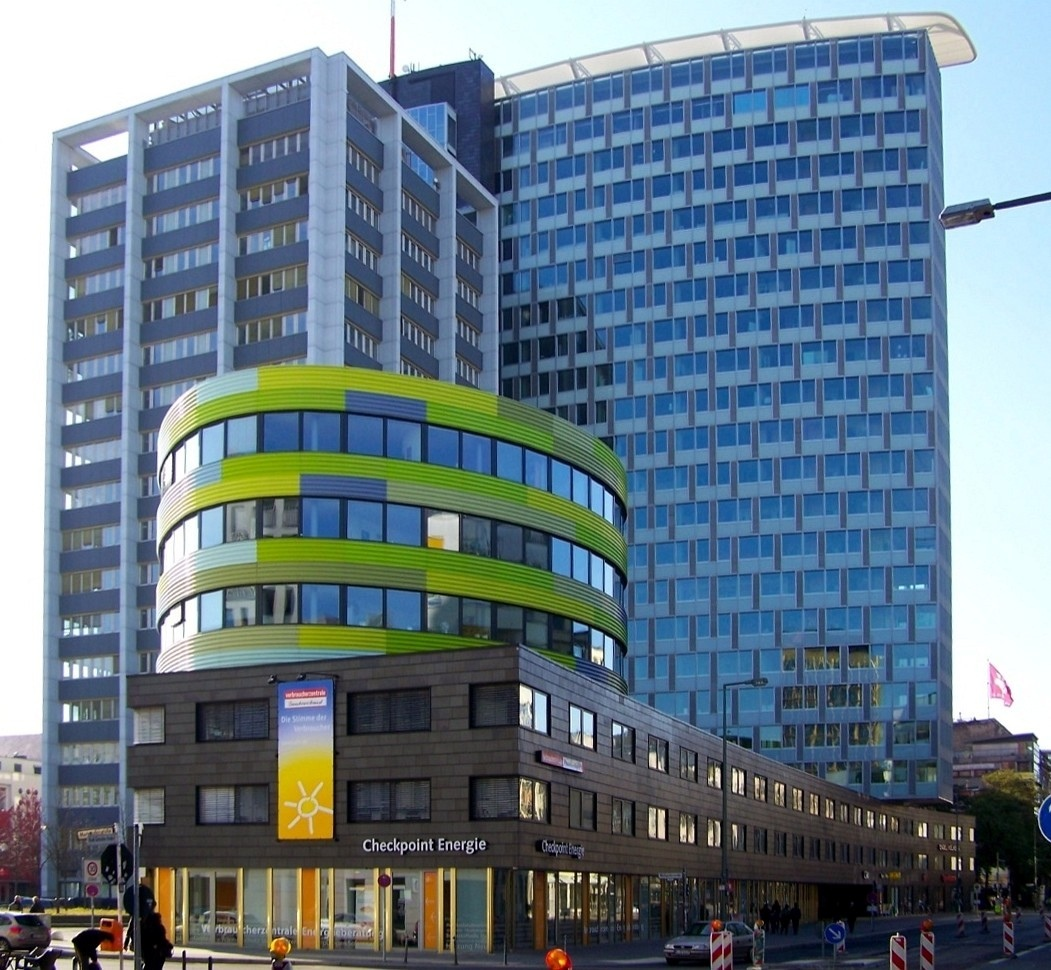
Die Ostansicht zeigt den Altbau, die Hochhausscheibe und den Flachbau mit dem runden Aufbau, der „Pillbox“

Das GSW-Hochhaus (seit 2017: Rocket-Tower) ist die von 1995 bis 1999 nach Plänen des Architektenbüros Sauerbruch Hutton erweiterte ehemalige Hauptverwaltung der GSW Immobilien AG in der Rudi-Dutschke-Straße / Ecke Charlottenstraße im Berliner Ortsteil Kreuzberg mit 24.500 m² Büro- und Ladenflächen. Das 81,5 Meter hohe Gebäude befindet sich auf dem Grundstück des ehemaligen Ullstein-Komplexes im Berliner Zeitungsviertel.

## Planung und Bau
Die Senatsbauverwaltung, der damalige Bezirk Kreuzberg und die GSW schrieben 1991 einen zweistufigen, beschränkten Architekturwettbewerb zur Erweiterung des bestehenden 17-geschossigen Hochhauses aus den 1960er Jahren aus, den Matthias Sauerbruch und Louisa Hutton gewannen. Der ursprünglich für den Ullstein-Verlag errichtete Altbau war ein Entwurf der Architekten Paul Schwebes und Hans Schoszberger, geplant in den 1950er Jahren, fertiggestellt 1961.
Unter Berücksichtigung des existierenden Baus planten die Architekten ein vierteiliges Bauensemble bestehend aus der 22-geschossigen Hochhausscheibe, die parallel zur Charlottenstraße steht, einem dreigeschossigen Flachbau an der Rudi-Dutschke-Straße und einem – „Pillbox“ genannten – elliptischen, dreigeschossigen Turm auf dem nordöstlichen Ende des Flachbaus. Die geschwungene Konvektionsfassade ab dem vierten Geschoss der Hochhausscheibe, die zum Teil auf dem Flachbau basiert, soll zur Reduktion des Energiebedarfs beitragen, ebenso wie die zweite Vorhangfassade vor der Westseite. Das Dach des Hochhauses erinnert an die in den 1950er Jahren beliebten „Flugdächer“. Auch der schwarz verkleidete Flachbau ist konkav geschwungen, also nach innen gekrümmt. Fachplaner für die Konstruktion des Gebäudes war das Ingenieur-Büro Arup.
Im Erdgeschoss des Flachbaus sind auch Ladenflächen enthalten. Die feierliche Eröffnung des Gebäudeensembles fand am 2. September 1999 statt, die Baukosten betrugen 180 Millionen Mark. Projektleiter im Büro Sauerbruch Hutton war Juan Lucas Young; das weitere Team bestand aus Jens Ludloff, Brian Lilley, Philip Engelbrecht, Anna Bader-Hardt, Govert Gerritsen und Moritz Theden.
Das auffälligste Merkmal des Gebäudes ist die Sonnenschutzanlage der Westfassade. Anstatt Rollos oder Vorhänge planten Sauerbruch Hutton vertikale Metall-Lamellen. In dem Zwischenraum zwischen der inneren und der äußeren Verglasung wurden farbig beschichtete Aluminiumbleche angebracht. Jedes Fenster besitzt jeweils drei dieser Metallbleche. Je nach Lichteinfall drehen sich die Lamellen: parallel zur Fassadenebene für starke Verschattung, senkrecht zur Fassadenebene für maximalen Lichteinfall. Da die Sonnenschutzelemente mit neun aufeinander abgestimmten Farbtönen gestaltet wurden, ergibt sich bei komplett geschlossener Fassade ein unregelmäßiges Bild, ähnlich einem Mosaik oder abstrakter Pixel-Art – in verschiedenen Tönungen der Farben Rot, Orange und Rosa. Wenn wenig Licht auf die Westfassade scheint, können die Lamellen gedreht und zusammengeschoben werden, sodass in der Frontalansicht gar keine farbigen Flächen zu sehen sind. Dann erscheint das Gebäude als komplett transparenter Glasbau. Die sich ständig verändernde Fassade bildet einen Blickfang an der Rudi-Dutschke-Straße. Fachberater für die Fassade war das Planungsbüro Emmer, Pfenninger + Partner aus Münchenstein.

## Rezeption
Das Gebäude wurde international publiziert und mit zahlreichen Preisen ausgezeichnet:
- 2000: BDA-Preis Berlin[5]
- 2001: Deutscher Fassadenpreis für vorgehängte hinterlüftete Fassaden[6]
- 2003: Bauphysikpreis des Verlags Ernst & Sohn[7]
- 2003: Benedictus-Award der Firma DuPont-Sicherheitsglas[8]

Nominiert wurde das GSW-Hochhaus für folgende Preise: Mies-van-der-Rohe-Award und Stirling-Prize. Ein Architekturmodell und drei Entwurfszeichnungen sind Teil der Sammlung des Museum of Modern Art in New York City. Diese Objekte wurden dort 2010–2011 in der Ausstellung Building Collections: Recent Acquisitions of Architecture gezeigt.
Die leuchtend bunte Fassade gilt als wegweisend für den Umgang mit Farbe in der Architektur des 21. Jahrhunderts. Fiona McLachlan: “It is a highly significant building and can be considered to have spawned numerous polychromatic derivatives.” Anlässlich der 2022 geplanten Fassadenumgestaltung schrieb Nikolaus Bernau in der Berliner Zeitung: „Die in Rot, Orange und vielen anderen Tönen schillernde Streifenfassade wurde zur Sensation, ebenso die raffinierte Klimatisierung, der zarte Schwung nach Westen, die ökologisch vorbildliche Verbindung mit dem eigentlich banalen, aber als Ressource an Grauer Energie wichtigen Bürotürmchen.“ Marcus Woeller in der Welt: „Wenn man sich am Nachmittag – die Sonne im Rücken – dem ehemaligen GSW-Hochhaus nähert, sieht man eine der schönsten Fassaden, die Berlin zu bieten hat. Dann strahlen die Sonnenblenden hinter der leicht geschwungenen Glasfront an der Kreuzberger Rudi-Dutschke-Straße in neun verschiedenen Rot-, Rosa- und Orangetönen. Das Haus ist ein Leuchtturm in der an herausragender Gegenwartsarchitektur armen Hauptstadt.“

## Nutzung und Eigentümerverhältnisse
Nach Privatisierung und Verkauf an ein Konsortium internationaler Fondsgesellschaften unter dem Dach von Whitehall (Goldman Sachs) und Cerberus im Jahr 2004 verkaufte die sich nun GSW Immobilien GmbH nennende Firma ihren Sitz ein Jahr später an Finanzinvestoren und mietete ihre Büroflächen für zehn Jahre zurück. Als GSW Immobilien AG verließ sie das Gebäude zum 31. Juli 2015. Das Hochhaus gehört einem Fonds von J.P. Morgan, durch den es auch verwaltet wird. Das Startup-Unternehmen Rocket Internet ist Ende 2016 als Hauptmieter in den Gebäudekomplex eingezogen, der auch von der Verbraucherzentrale Bundesverband und weiteren Unternehmen genutzt wird, und hat dort seinen neuen Firmensitz unter dem Namen Rocket Tower eingerichtet. Seit Anfang des Jahres 2017 gibt es im Rocket-Tower ein modernes Konferenzzentrum, das unter dem Namen Rocket Tower Konferenz der Allgemeinheit zur Verfügung steht.

## Öffentlicher Aufruf zum Erhalt der Fassade
Im Mai 2022 wurde bekannt, dass die für das Gebäude zuständige Verwaltungsgesellschaft, Sienna Real Estate Property Management, plant, den charakteristischen Sonnenschutz aus Metall-Lamellen durch Textil-Vorhänge zu ersetzen. Matthias Sauerbruch, Louisa Hutton und Juan Lucas Young riefen öffentlich zum Erhalt der bestehenden Fassadengestaltung auf. Zu den prominenten Personen, die die Petition von Beginn an unterstützten, gehören unter anderem: Ólafur Elíasson, Katharina Grosse, Daniel Libeskind, Regula Lüscher, Volkwin Marg, HG Merz, Kristin Feireiss, Kees Christiaanse, Karin Sander, Jean-Louis Cohen, Fritz Frenkler und Patrick Gmür. Bereits nach drei Wochen hatten die Petition mehr als 4500 Unterschriften gesammelt.
Die Berliner Tagespresse sowie der Berliner Landesverband des Bundes Deutscher Architektinnen und Architekten bezogen eindeutig Stellung für den Erhalt der Fassade. Julia Dahlhaus, Vorsitzende des BDA-Berlin: „Mit dem Austausch der Sonnenschutzanlage wird der einzigartige ikonografische Charakter des Gebäudes zerstört.“ Eike Roswag-Klinge, Professor für Constructive Design & Climate Adaptive Architecture am Natural Building Lab der Technischen Universität Berlin: „Diese Fassade müsste als junges Denkmal für einen wichtigen evolutionären Schritt klimaangepasster Architektur unter Schutz gestellt werden.“ Der aktuelle Aufruf hat dazu geführt, dass das Thema des Fassadenumbaus im Baukollegium der Berliner Senatsbaudirektorin Petra Kahlfeldt diskutiert wird. Bei der Sitzung des Baukollegiums wurde die Reparatur der verbogenen Lamellen vorgeschlagen. Die Schäden an den existierenden Lamellen seien auch dadurch zustande gekommen, dass bereits 2003 Lüftungsöffnungen verschlossen wurden, die für die Temperaturregulierung notwendig waren. Bei sachgemäßer Benutzung sei auch mit der ursprünglich geplanten Fassade ein Betrieb möglich, ohne dass die Lamellen durch zu hohe Temperaturen zu Schaden kommen, so Nikolaus Bernau im Radiobeitrag bei rbb.